# IC 1913
IC 1913 је спирална галаксија у сазвјежђу Пећ која се налази на листи објеката дубоког неба у Индекс каталогу.
Деклинација објекта је - 32° 27' 54" а ректасцензија 3h 19m 34,5s. Привидна величина (магнитуда) објекта IC 1913 износи 13,6 а фотографска магнитуда 14,4. Налази се на удаљености од 21,409 милиона парсека од Сунца. IC 1913 је још познат и под ознакама ESO 357-16, MCG -5-8-27, AM 0317-323, FCC 10, PGC 12404.